# Neill S. Brown
Neill Smith Brown, född 18 april 1810 i Giles County, Tennessee, död 30 januari 1886 i Nashville, Tennessee, var en amerikansk politiker och diplomat. 
Han var Tennessees guvernör 1847–1849.

## Biografi
Brown studerade juridik och inledde 1834 sin karriär som advokat i Tennessee. Han gifte sig 1839 med Mary Ann Trimble och paret fick åtta barn. Som whigpartiets kandidat besegrade han ämbetsinnehavaren Aaron V. Brown i 1847 års guvernörsval i Tennessee. Han kandiderade till omval men förlorade knappt mot demokraten William Trousdale.
Brown var som envoyé extraordinaire och plenipotentiär minister chef för USA:s diplomatiska beskickning i Tsarryssland 1850-1853. I samband med whig-partiets nedgångsperiod på 1850-talet gick han med i knownothings.
Brown var presbyterian. Hans grav finns på Mount Olivet Cemetery i Nashville. Hans yngre bror John C. Brown var guvernör i Tennessee 1871-1875.